# Ogwashi-Ukwu
Ogwashi-Ukwu, eller Ogwashi-Uku, är en stad i delstaten Delta i Nigeria. Den ligger väster om delstatens huvudstad Asaba och är huvudort i regionen Aniocha South. 
Ogwashi-Ukwu har en befolkning på omkring 50.200. Den ligger i Aniomadelen av delstaten Delta, där befolkningen tillhör igbofolket. Ogwashi-Ukwu har en traditionell kung, med ämbetstiteln "obi". Världshandelsorganisationens chef Ngozi Okonjo-Iweala var prinsessa i den kungliga familjen Obahai i Ogwashi-Ukwu, där hennes far, nationalekonomen och matematikern Chukwuka Benjamin Okonjo (1928–2019), var obi 2007–2019.

## Bilder

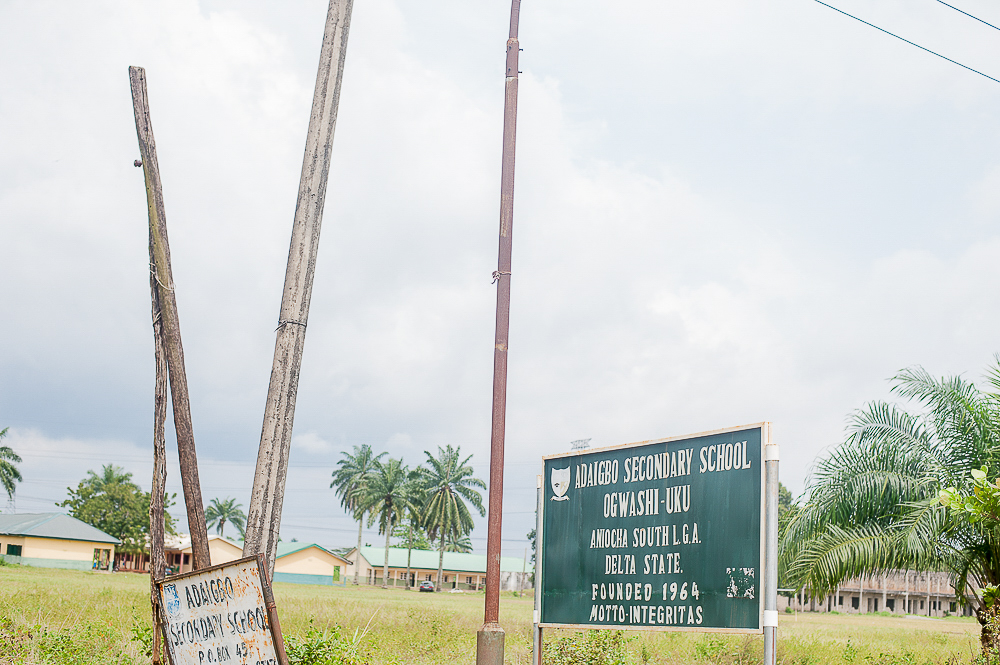
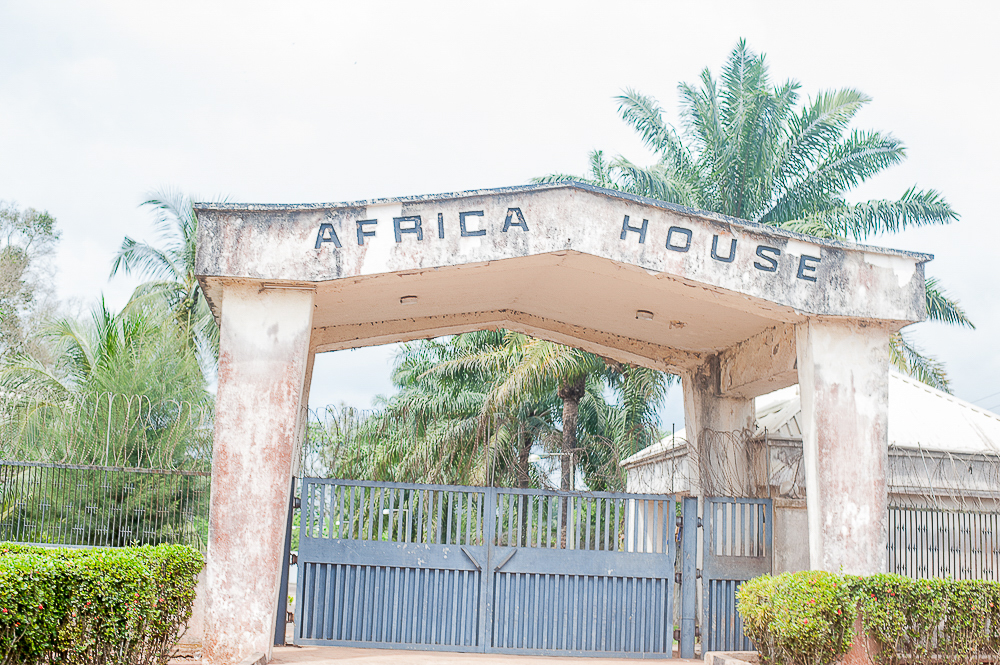
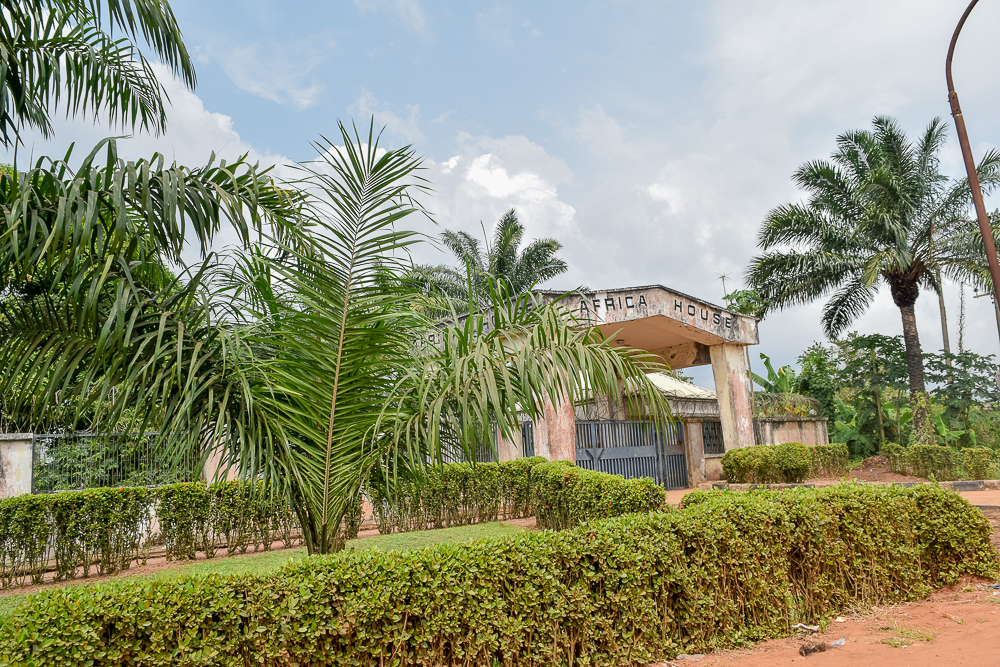
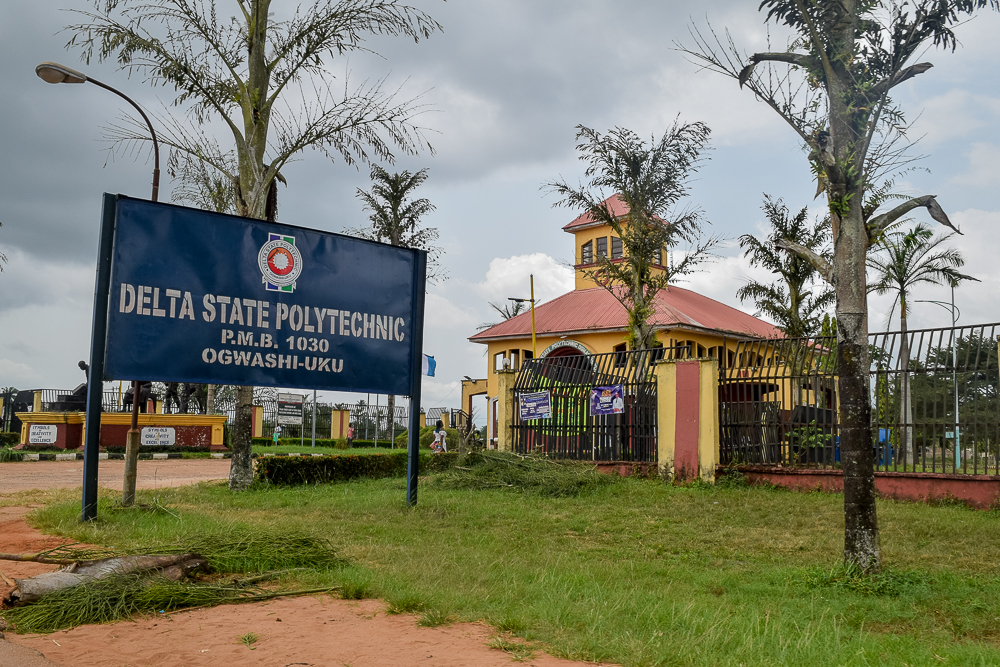
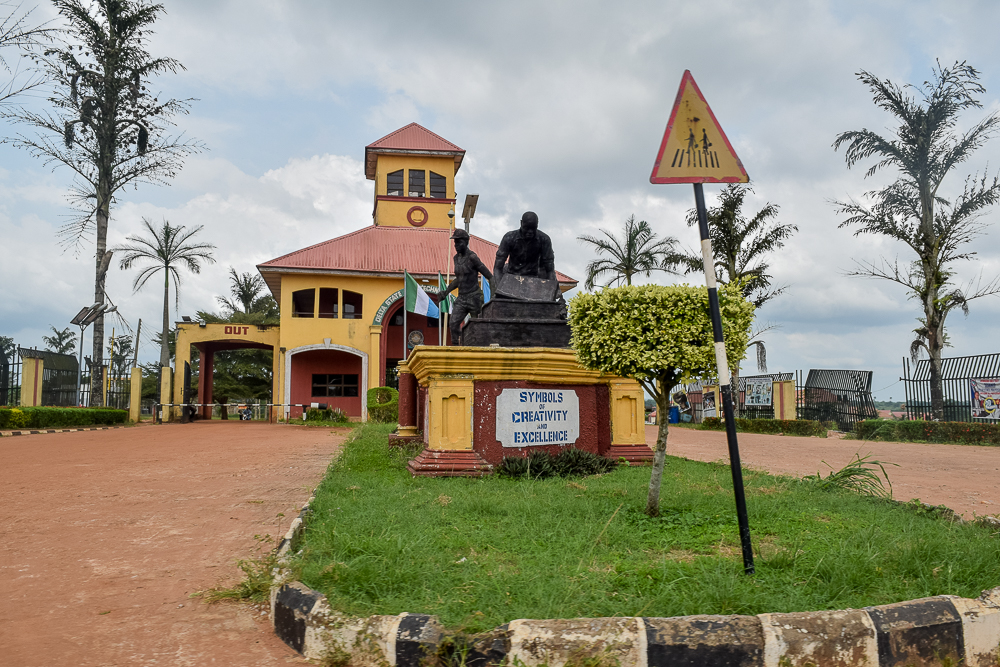
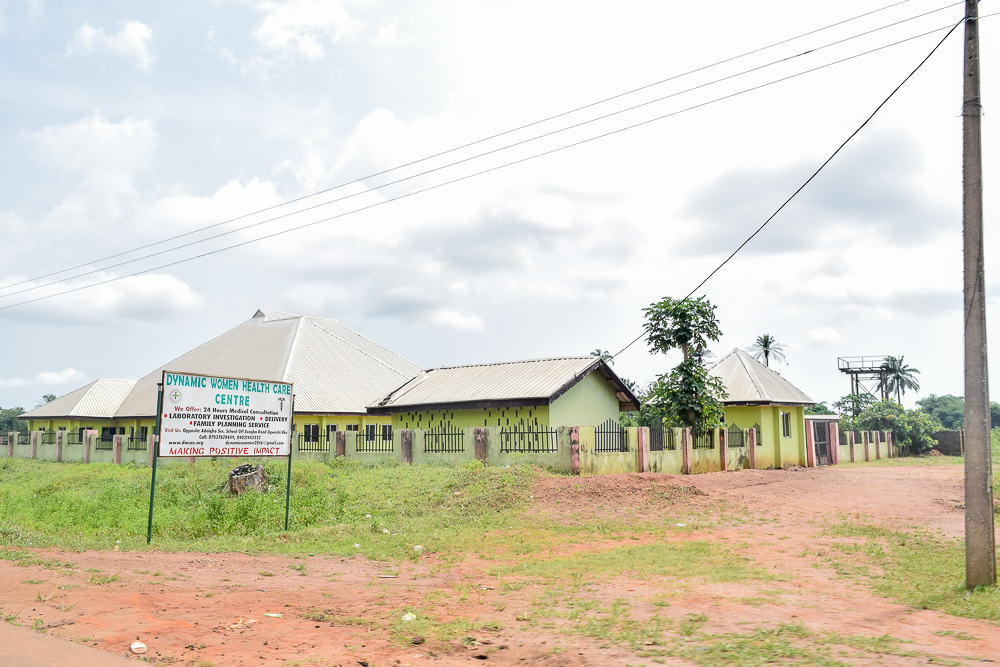
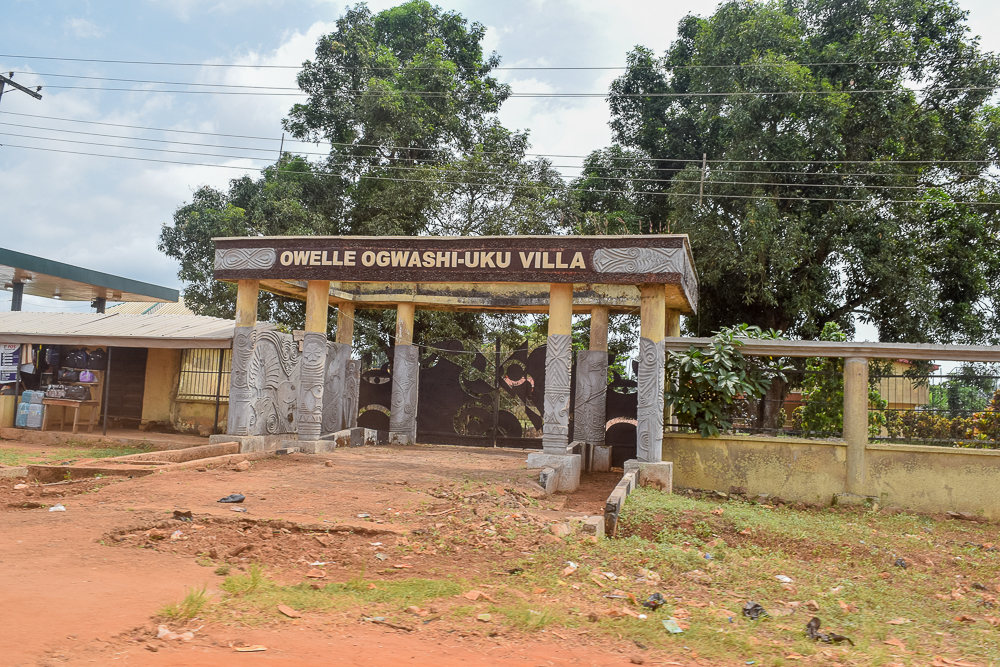
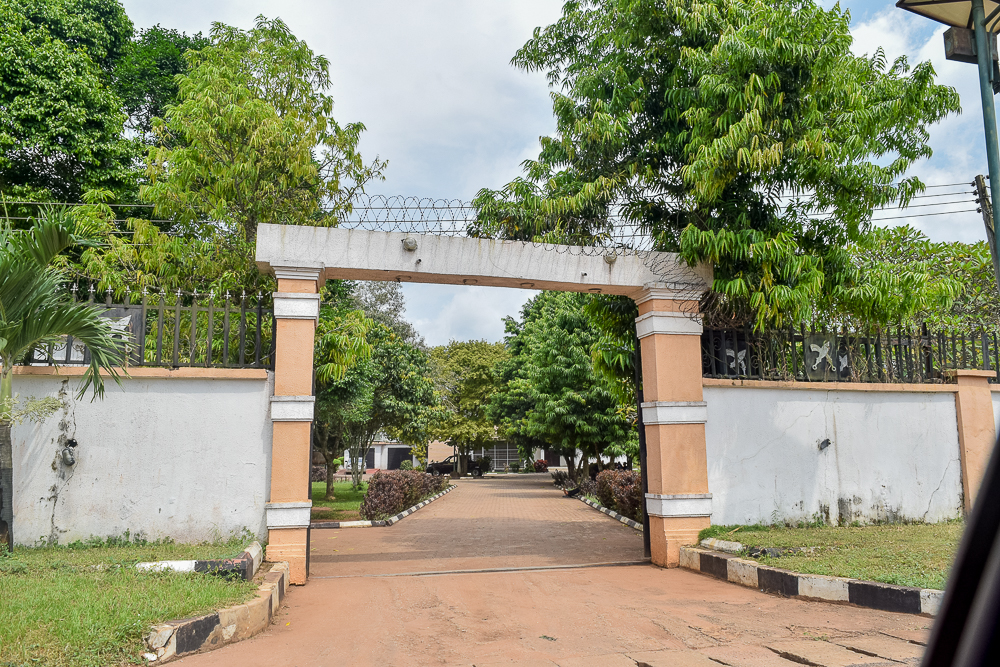
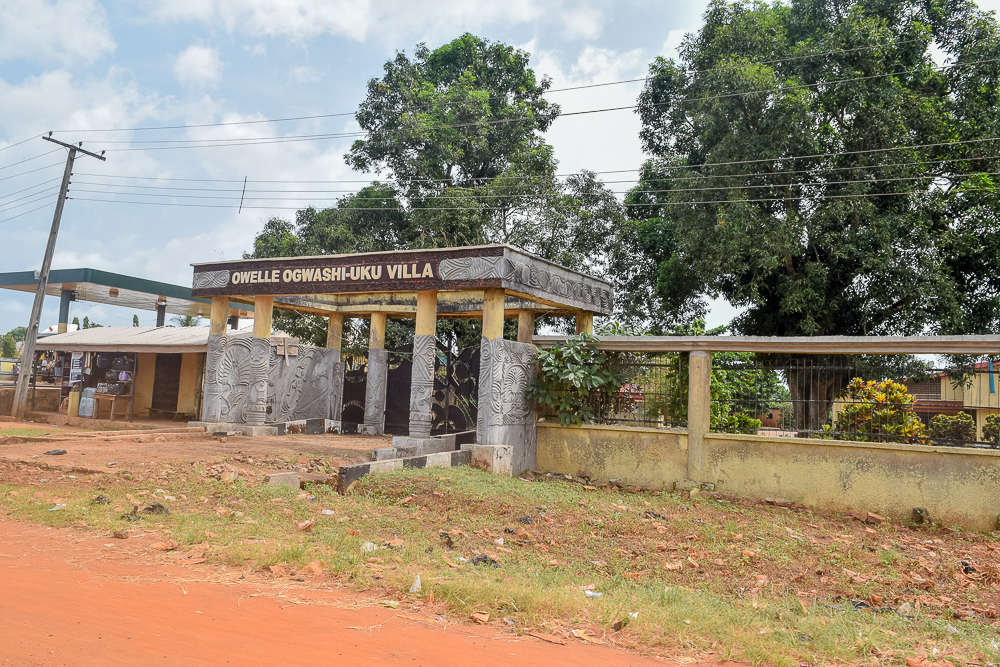